# Староместская ратуша
Староместская ратуша (чеш. Staroměstská radnice) в Праге была заложена в 1338 году на основании привилегии, дарованной староместским горожанам королём Яном Люксембургским. Комплекс состоит из нескольких домов, прилегающих к Староместской площади и постепенно соединённых в одно целое для нужд магистрата Пражского Старого города. В здании ратуши находится музей, проходят выставки, а также торжественно регистрируют браки в специальном зале.

## История

### Основание ратуши
Исторически первым зданием был угловой раннеготический дом конца XIII века, который горожане получили от богатого купца Вольфа Камене. Доминантой дома была могучая призматическая башня, построенная в 1364 году. В 1381 году была построена готическая часовня. В начале XV века к южной стороне были пристроены куранты.

### Расширение ратуши

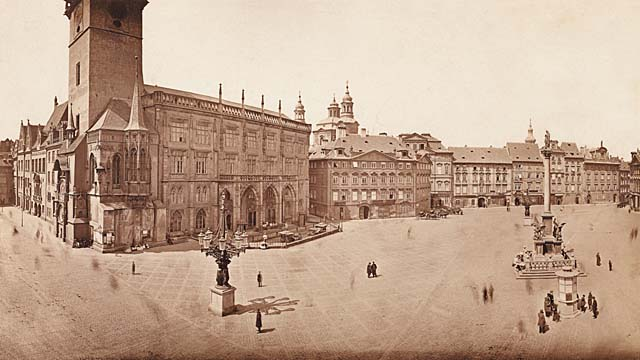
Староместская ратуша примерно в 1870 году

В 1360 году к западной стороне первого здания был пристроен второй корпус, в котором находился зал заседаний местного самоуправления с деревянным готическим потолком.
В 1458 году местные власти купили третье здание — дом кожевника Микша, построенный на романском фундаменте.
В 1805—1807 годах наверху были установлены новые часы и пристроена площадка. Следующее здание было пристроено к ратуше в 1830—1834 годах. В это же время к ратуше было присоединено восточное крыло, служившее ей ещё с XIV века. Однако здания восточного крыла были снесены, а на их месте построено новоготическое крыло по проекту архитекторов Петра Нобиле и Павла Спренгера.
В 1880 году архитектором Баумом был перестроен в стиле нового ренессанса дом Микша.

### Пожар ратуши
В мае 1945 года ратуша служила одним из пунктов обороны — в её непосредственной близости проходили бои между повстанцами и немецкой армией, вследствие чего ратуше был нанесён большой ущерб. Пожар полностью уничтожил новоготическое крыло, ущерб был причинён башне и курантам.

### Конкурс по достройке ратуши
В течение XX века проводилось несколько архитектурных конкурсов по перестройке и достройке ратуши. Первый из них прошёл в два тура в 1899—1900 годах. Заданием было сохранить новоготическое крыло, но его фасад можно было изменить. Конкурс закончился без победителя, как и следующий в 1905 году. Победитель определился лишь в 1908 году, но его проект не был реализован.
С большими или меньшими перерывами проходили новые конкурсы, особенно после пожара, когда нужно было заполнить простор на месте сгоревшего крыла. Но всегда либо не было победителя, либо его план не был реализован.

## Знаменательные события, связанные со Староместской ратушей
- 1338 — основание ратуши.

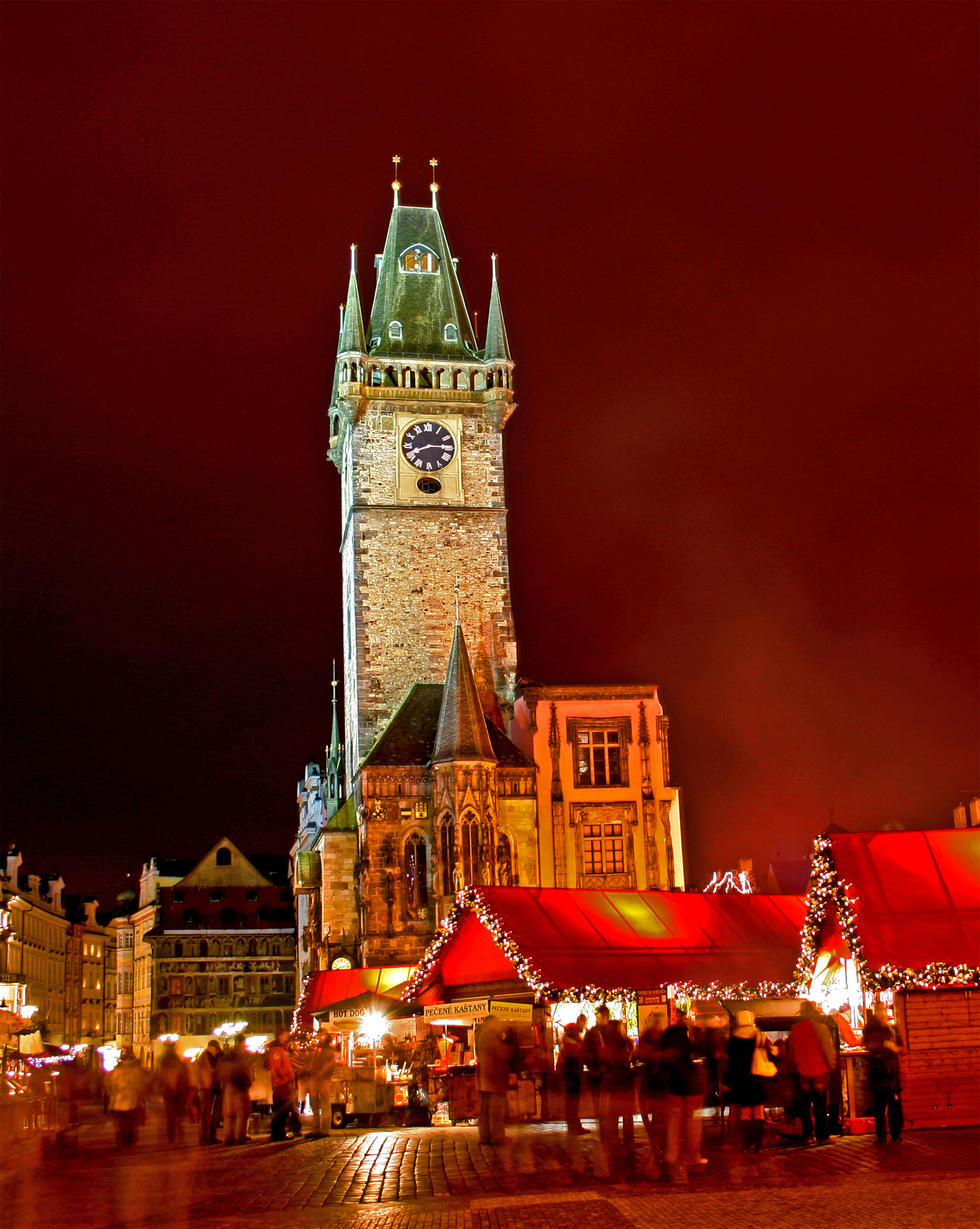
Рождество 2008

- 1360 — строительство второго здания.
- 1381 — достройка и освящение готической часовни.
- 1410 — запуск Староместских курантов.
- 1422 — убийство радикального вождя пражской гуситской бедноты Яна Желивского.
- 1458 — покупка дома Микша.
- 1458 — избрание Йиржи из Подебрад чешским королём.
- 1520 — установка ренессансного окна на южный фасад.
- 1621 — казнь 27 чешских дворян.
- 1784 — ратуша стала резиденцией объединённого пражского городского правительства.
- 1807 — установка новых часов и площадки на башню.
- 1848 — достройка новоготического крыла.
- 1880 — перестройка дома Микша.
- 1945 — пожар башни, уничтожение новоготического крыла.

## Технические данные
- Высота башни: 69,5 м.
- Ширина башни (южная сторона): 8,37 м.
- Глубина башни (восточная сторона): 7,91 м.
- Ширина ратуши: 67,45 м.